# Maria Rafaela Woińska
Maria Rafaela Woińska, właśc. Hanna Woińska (ur. 23 kwietnia 1941 w Żórawce, ob. część Sulejówka) – polska biskupka mariawicka, ordynariuszka kustodii warszawskiej Kościoła Katolickiego Mariawitów w Polsce, proboszczka parafii Matki Boskiej Nieustającej Pomocy w Warszawie.

## Życiorys
W 1965 r. rozpoczęła studia teologiczne w sekcji starokatolickiej Chrześcijańskiej Akademii Teologicznej w Warszawie. W 1968 r. złożyła śluby zakonne. Studia ukończyła w 1971 r. obroną pracy magisterskiej pt. Nauka założycielki mariawityzmu o doskonałości chrześcijańskiej. Studium Objawień i pism ascetyczno-religijnych.
W latach 1972–1976 administratorka parafii Przenajświętszego Sakramentu w Grzmiącej, od 1976 proboszczka parafii w Warszawie. Posługiwała też w parafiach w Dąbrówce Małej, Gocławiu i Pogorzeli.
30 maja 1993 w uroczystość Zesłania Ducha Świętego siostry Maria Beatrycze Szulgowicz i Maria Rafaela Woińska zostały konsekrowane w Felicjanowie na nowe biskupki Kościoła i odtąd siostra Maria Rafaela stoi na czele kustodii warszawskiej.